# Suolijärvi (sjö i Birkaland)
Suolijärvi är en sjö i Finland. Den ligger i kommunen Tammerfors i den ekonomiska regionen Tammerfors och landskapet Birkaland, i den södra delen av landet, 150 km norr om huvudstaden Helsingfors. Suolijärvi ligger 148 meter över havet. Den ligger vid sjön Särkijärvi. I omgivningarna runt Suolijärvi växer i huvudsak blandskog. Arean är 20,5 hektar och strandlinjen är 3,98 kilometer lång. Sjön  ingår i Kumo älvs huvudavrinningsområde. 